# Чесменка (Воронезька область)
Чесменка (рос. Чесменка) — село у Бобровському районі Воронезької області Російської Федерації.
Населення становить 1112 осіб (2010). Входить до складу муніципального утворення Чесменське сільське поселення. Є 11 вулиць.

## Історія
Населений пункт розташований у межах українського історико-культурного регіону Східної Слобідщини. Від 1928 року належить до Бобровського району, спочатку в складі Центрально-Чорноземної області, а від 1934 року — Воронезької області.
Згідно із законом від 15 жовтня 2004 року входить до складу муніципального утворення Чесменське сільське поселення.

## Географія
Чесменка розташована за 29 км на північний схід від м. Бобров (адміністративного центру району) автомобільним транспортом. Суха Березівка — найближчий сільський населений пункт.

## Населення
| 2000 | 2005  | 2010  |
| ---- | ----- | ----- |
| 1368 | ↘1217 | ↘1112 |